# Campo Profundo Extremo del Hubble

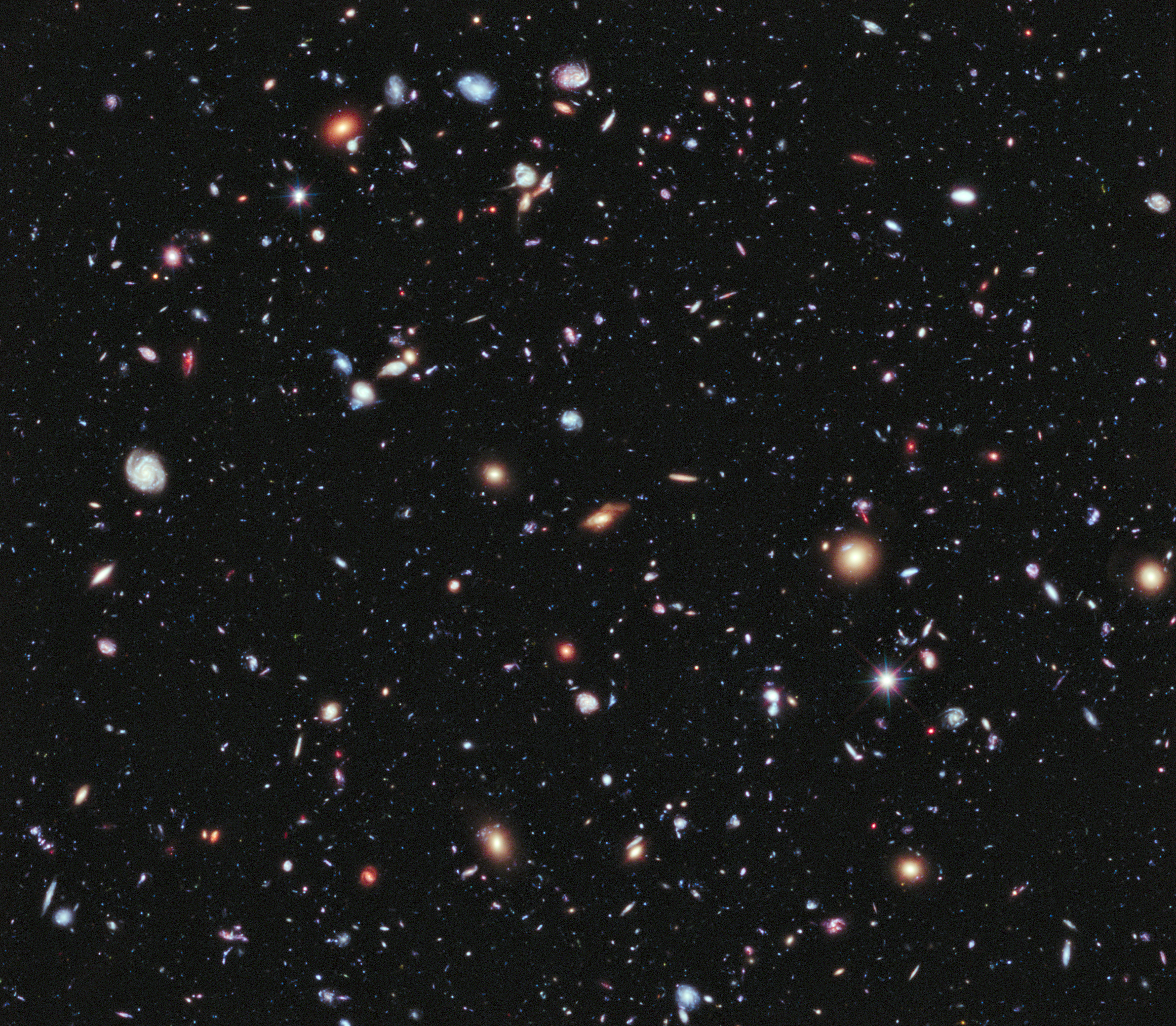
Campo Profundo Extremo del Hubble.

El Campo Profundo Extremo del Hubble (XDF) es una imagen de una pequeña parte del espacio en el centro del Campo Ultra Profundo del Hubble dentro de la constelación de Fornax, que muestra la vista óptica más profunda en el espacio. Publicada el 25 de septiembre de 2012, la imagen XDF compila 10 años de imágenes anteriores y muestra galaxias desde 13 200 millones de años. El tiempo de exposición fue de dos millones segundos, o aproximadamente 23 días. Las galaxias más tenues son una diez mil millonésima del brillo de lo que el ojo humano puede ver. Muchas de las galaxias más pequeñas son galaxias muy jóvenes que con el tiempo se convirtieron en grandes galaxias, como la Vía Láctea y otras galaxias en nuestro vecindario galáctico.
El Campo Profundo Extremo del Hubble, o XDF, añade otras 5500 galaxias a la vista del Hubble de 2003 y 2004 de una pequeña porción del universo más lejano.

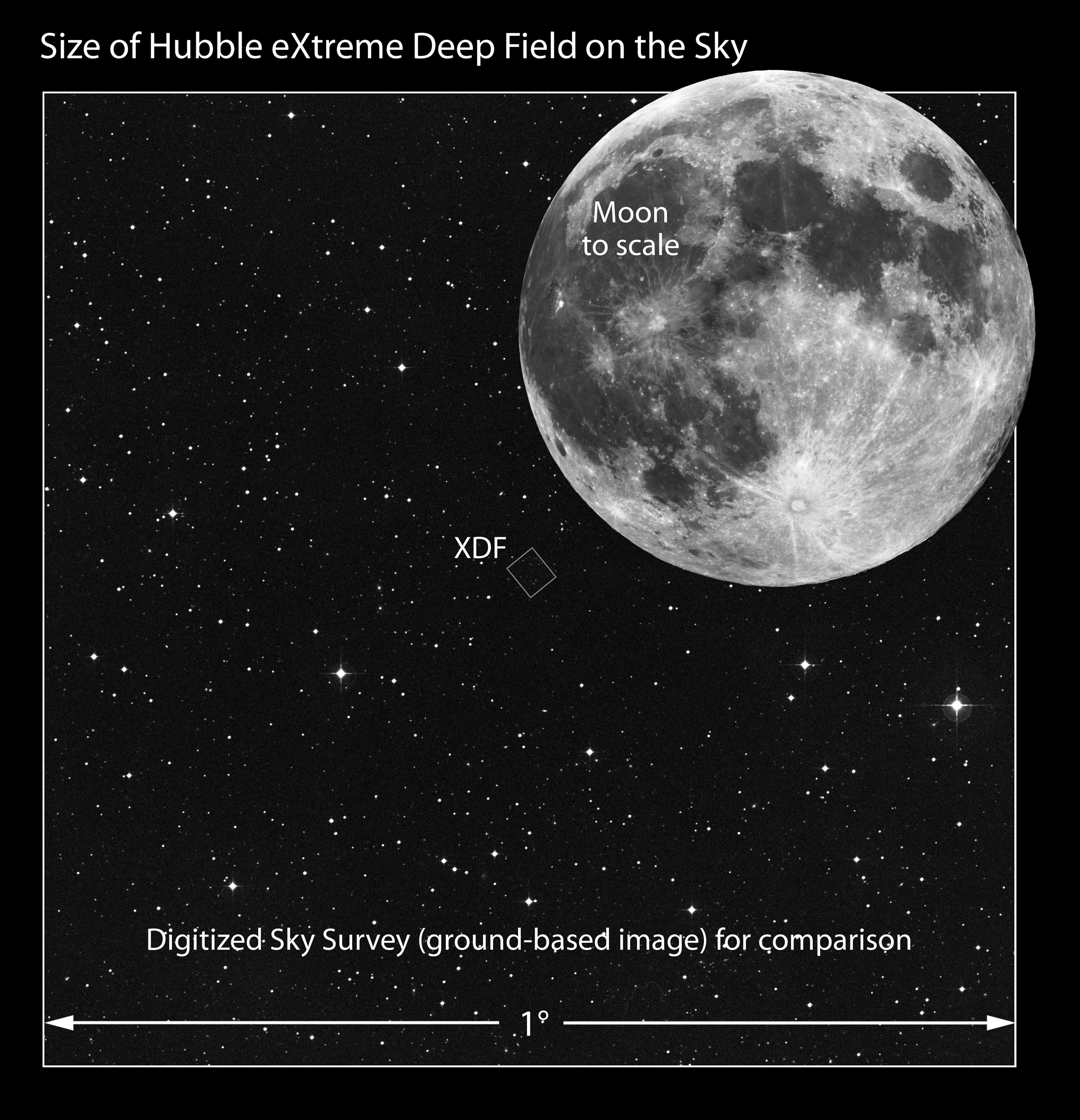
El tamaño del XDF en comparación con el tamaño de la luna - varias miles de galaxias, cada una compuesta de miles de millones de estrellas, se encuentran en esta pequeña vista.
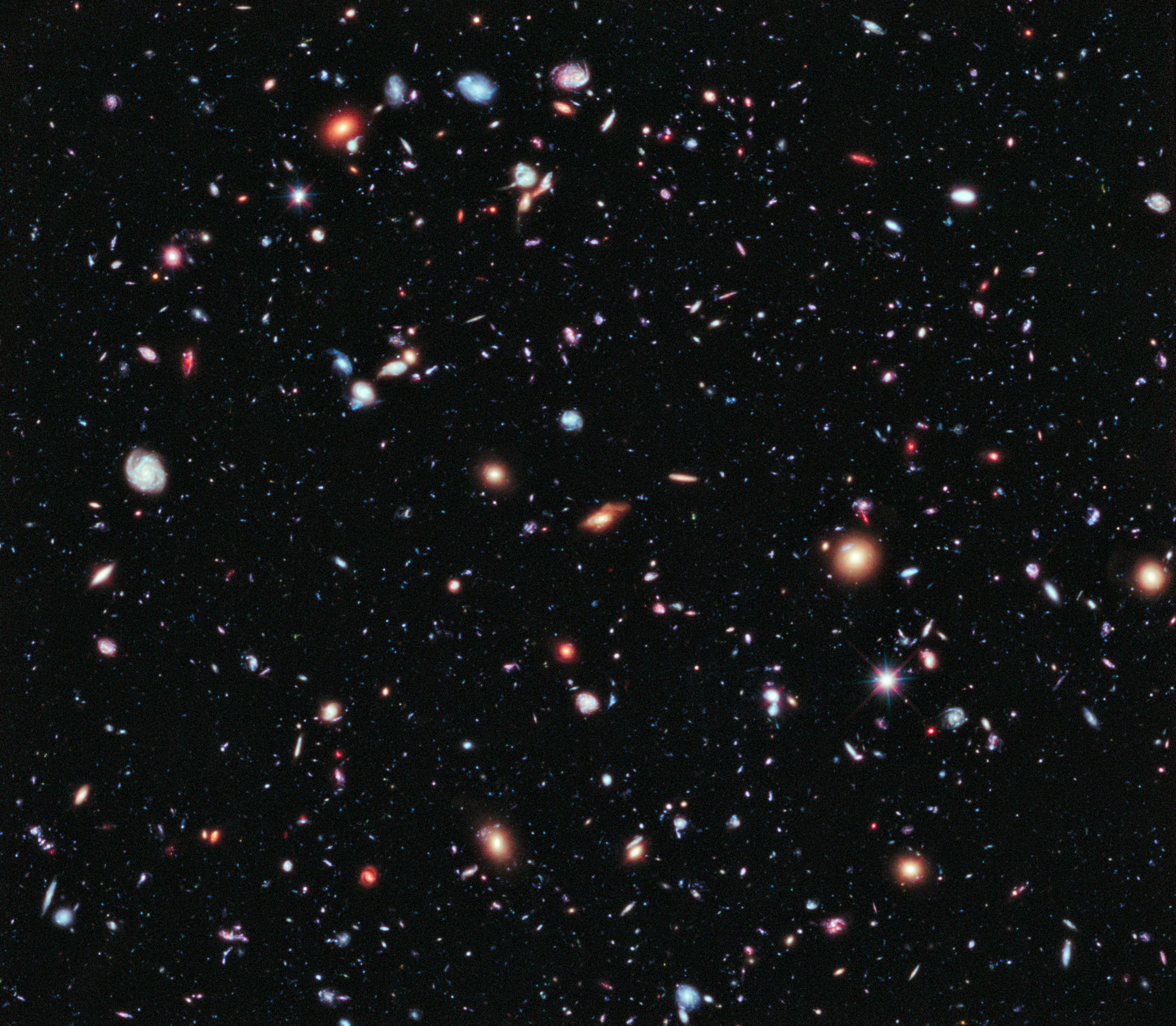
vista XDF (2012) - cada partícula de luz es una galaxia - algunas de ellas son de hasta 13 200 millones años de antigüedad[1] - el universo se estima contiene 200 000 millones de galaxias.
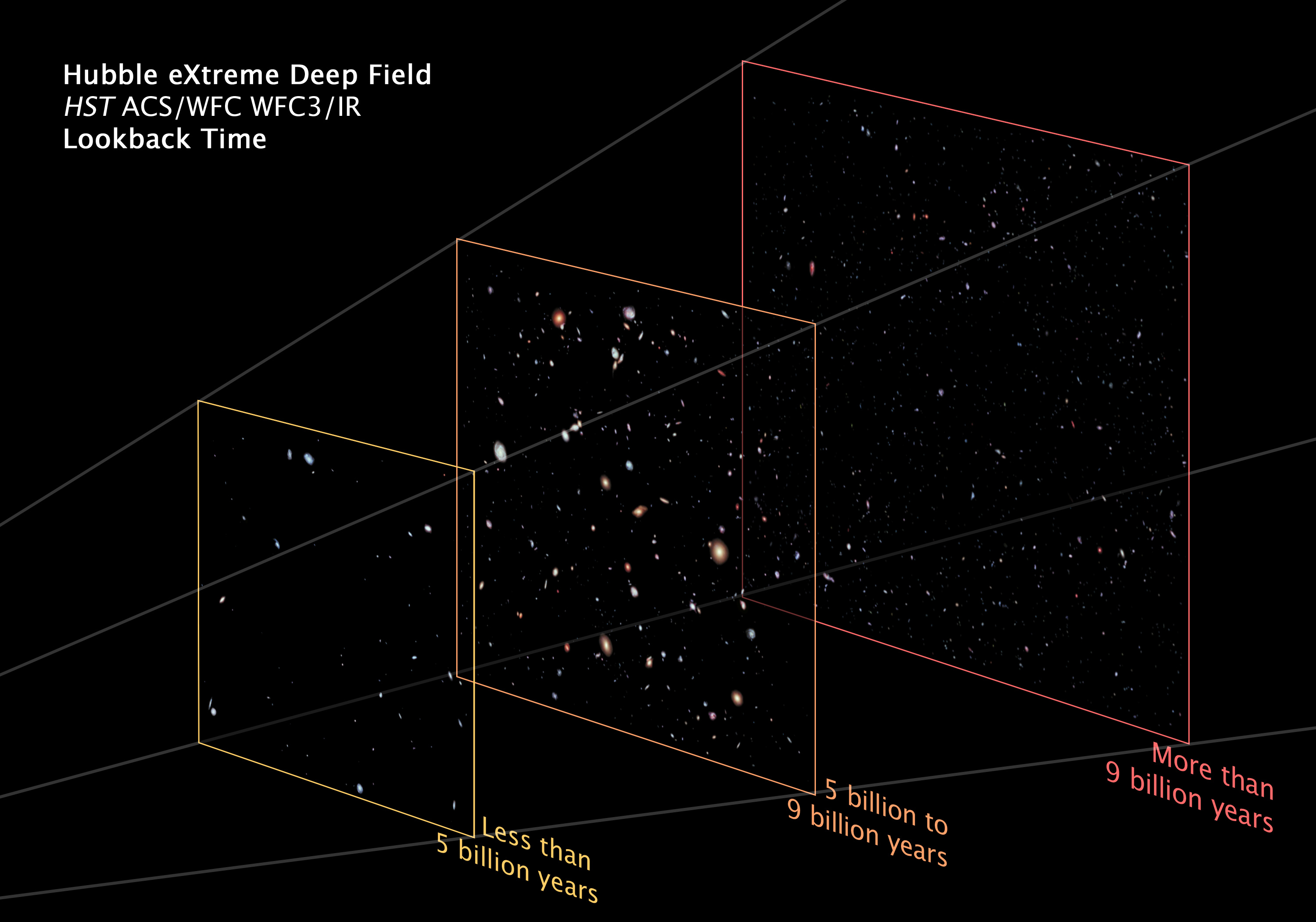
imagen XDF muestra las galaxias maduras en el plano frontal - galaxias casi maduras de 5000 a 9000 millones de años - protogalaxias más allá de 9000 millones de años.